# Even Ulving
Even Christophersen Ulving (* 15. August 1863 in Vega, Helgeland; † 3. August 1952 in Åsgårdstrand) war ein norwegischer Maler.

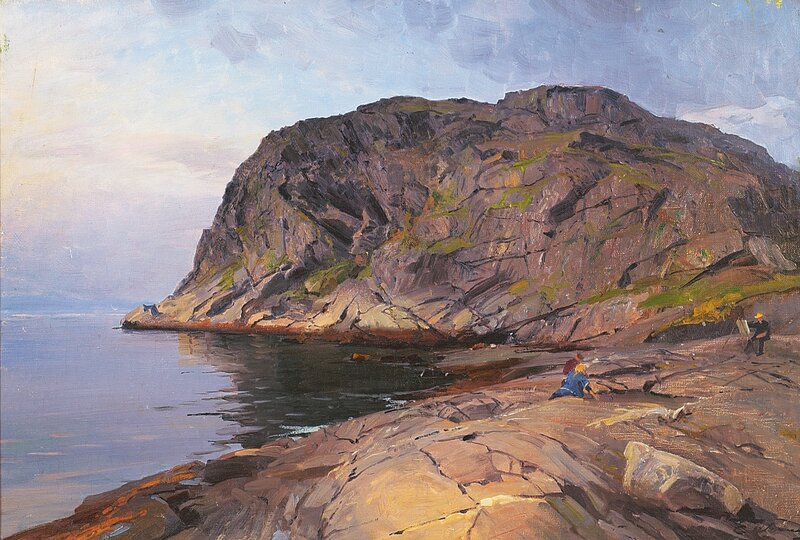
Maler in einer Küstenlandschaft

## Leben
Ulving wurde als Sohn des Bootsbauers und Landwirts Christopher Evensen Ulving geboren. Im Alter von 18 Jahren reiste er nach Kristiania, um bei Wilhelm von Krogh sein Handwerk zu erlernen. 1883/84 war er Schüler an der Malerschule von Knud Bergslien, 1885/86 von Heinz Heim und Carl Frithjof Smith an der Kunstakademie in München und 1887 bei William Adolphe Bouguereau an der Académie Julian in Paris. Von 1900 bis 1913 lebte er in Sømnesøya, von 1914 bis zu seinem Tode in Åsgårdstrand.
Ulving nahm an den Herbstausstellungen 1889, 1892 und 1896 teil. Er unternahm Reisen u. a. nach Lofoten, nach Frankreich und 1906 nach Italien (u. a. Genua, Nettuno). Einzelausstellungen hatte er unter anderem 1923 bei Blomqvist in Oslo und bei der Håndverkerforening in Tønsberg 1937. Er verkehrte mit Knut Hamsun, der seine Malerei schätzte.
Er war erst mit Antonetta Augusta Holst und nach deren Tod mit Fredrikke Johanne Knoph Qvale verheiratet.

## Werk
Ulving malte naturalistisch, meist Motive aus Helgeland oder Vestfold. Er verstand es besonders, die charakteristischen Farben der verschiedenen Jahreszeiten in vielfältigen, oft kräftigen Tönen darzustellen, ohne dass Missklänge entstehen. Seine Landschaften zeigen stets menschliche Tätigkeiten oder Spuren davon. Gerne malte er auch ländliche Genreszenen in Hütten und Wohnstuben.
Bilder von ihm hängen im königlichen Schloss, und auch das Nationalmuseum Oslo kaufte in jüngerer Zeit zwei Werke von ihm an, darunter ein Porträt von Knut Hamsuns Tochter Victoria am Klavier von 1909. Er malte auch Altarbilder. Acht Bilder von ihm zeigt die Lofotengalerie in Henningsvær.